# Argus (Saske van der Eerden)

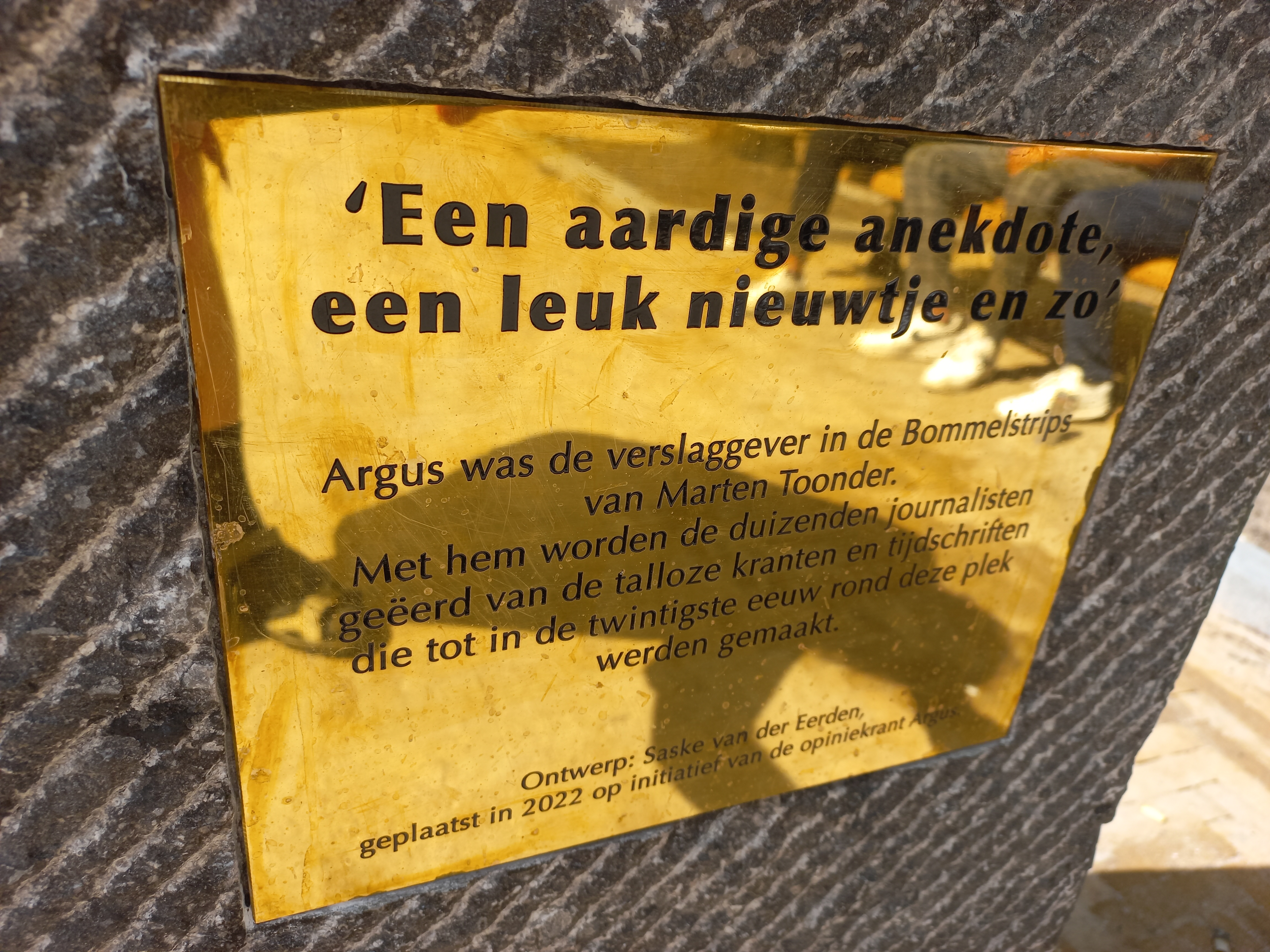
Plaquette (juni 2022)

Argus is een artistiek kunstwerk in Amsterdam-Centrum. Het is werk van kunstenaar Saske van der Eerden.

## Beeld
In beginjaren twintig van de 21e eeuw werd de Nieuwezijds Voorburgwal tussen de Wijdesteeg en Rosmarijnsteeg heringericht. In plaats van doorgaande rijbanen aan weerszijden van de tramrails, kwam er één doorgaande rijbaan en een ventweg annex fietspad. Op de opengevallen plek, waar voor en na de werkzaamheden de postzegelmarkt werd/wordt gehouden werd een plantsoen (volksnaam Postzegelpark) aangelegd. 
Voor dat plantsoen maakte Van der Eerden in opdracht van de Commissie Journalisten onder aanvoering van Paul Arnoldussen en Rudie Kagie een beeld onder de titel Argus. Het genoemde traject van de burgwal stond jarenlang tot de jaren zeventig bekend als de Amsterdamse Fleet Street omdat menige krant er zijn werkzaamheden uitoefende en journalisten er in de diverse kroegen de dag afsloten. Arnoldussen en Kagie werkten in die kantoren en vormden later de redactie van opiniekrant Argus. Argus is daarbij vernoemd naar de  stripjournalist uit de Bommelsaga van Marten Toonder. Die journalist heeft het uiterlijk dat enigszins op een rat lijkt, zo ook het beeld.
Op de sokkel wordt door middel van een plaquette uitleg gegeven.
Het NRC Handelsblad omschreef het 10 juni 2022 als "Monument voor een journalistieke krabbelaar". Het beeld werd 16 juni 2022 onthuld.

## 2025
In juli 2025 was het beeld onderwerp in de rubriek "Blikvangers" van Het Parool. Daarin wordt gemeld dat Marten Toonder woonde en werkte aan Nieuwezijds Voorburgwal 230-232. Een gesprek met de kunstenaar Van der Eerde leverde op, dat zij opdracht kreeg voor een klassiek aandoend beeld. Bij de maak moest ze eerst de keus maken welke versie van Argus ze wilde gebruiken; Toonder paste zijn stripfiguur steeds aan. Daarna volgde het werk van de tweedimensionale stripfiguur een driedimensionaal beeld te krijgen. De opdrachtverstrekkende journalisten wilden ook nog hun zegje doen. Van Eerde over het resultaat: 
Hij zit daar heel irritant kritisch te zijn.